# Вілкінсон (Індіана)
Вілкінсон (англ. Wilkinson) — місто (англ. town) в США, в окрузі Генкок штату Індіана. Населення — 414 особи (2020).

## Географія
Вілкінсон розташований за координатами 39°53′10″ пн. ш. 85°36′28″ зх. д. / 39.88611° пн. ш. 85.60778° зх. д. (39.885986, -85.607854).  За даними Бюро перепису населення США в 2010 році місто мало площу 0,60 км², уся площа — суходіл. В 2017 році площа становила 0,49 км², уся площа — суходіл.

## Демографія
Згідно з переписом 2010 року, у місті мешкало 449 осіб у 176 домогосподарствах у складі 133 родин. Густота населення становила 747 осіб/км².  Було 197 помешкань (328/км²).
Расовий склад населення:
| - 99,3 % — білих |

До двох чи більше рас належало 0,7 %. Частка іспаномовних становила 2,0 % від усіх жителів.
За віковим діапазоном населення розподілялося таким чином: 25,2 % — особи молодші 18 років, 60,1 % — особи у віці 18—64 років, 14,7 % — особи у віці 65 років та старші. Медіана віку мешканця становила 39,7 року. На 100 осіб жіночої статі у місті припадало 106,9 чоловіків;  на 100 жінок у віці від 18 років та старших — 100,0 чоловіків також старших 18 років.
Середній дохід на одне домашнє господарство  становив 59 040 доларів США (медіана — 55 250), а середній дохід на одну сім'ю — 57 047 доларів (медіана — 55 500). Медіана доходів становила 44 479 доларів для чоловіків та 31 250 доларів для жінок. За межею бідності перебувало 13,9 % осіб, у тому числі 20,5 % дітей у віці до 18 років та 0,0 % осіб у віці 65 років та старших.
Цивільне працевлаштоване населення становило 230 осіб. Основні галузі зайнятості: освіта, охорона здоров'я та соціальна допомога — 20,4 %, виробництво — 12,2 %, роздрібна торгівля — 10,9 %, науковці, спеціалісти, менеджери — 10,4 %.